# Paul Pellisson
Pour l’article ayant un titre homophone, voir Pélisson.
 (mai 2019).
Paul Pellisson-Fontanier, dit Paul Pellisson, né à Béziers le 30 octobre 1624 et mort à Paris le 7 février 1693, est un homme de lettres français.

## Biographie
Né dans une famille protestante, il étudie le droit à Toulouse et exerce à Castres. Il est présenté aux membres de l’Académie française par son coreligionnaire Valentin Conrart et entreprend d’en écrire la première histoire, qui paraîtra en 1653 sous le titre Relation contenant l'histoire de l'Académie françoise. Après qu’il en a commencé la lecture, la compagnie décide de lui accorder le droit – unique dans l’histoire de l’Académie – d’assister à ses séances avec tous les droits d’un académicien en attendant son élection au prochain siège vacant, ce qu’elle fait le 17 novembre 1653. Six ans plus tard, après l’échec de ses efforts pour contrer la candidature de Gilles Boileau (frère aîné du futur satiriste) qui avait violemment critiqué son ami Gilles Ménage, il cesse de participer aux travaux et réunions de l'Académie et n’y fera son retour qu’après la mort en 1669 de Gilles Boileau.
Secrétaire de Nicolas Fouquet, il est emprisonné à la Bastille en 1661 à la suite de la disgrâce de celui-ci. Il reste incarcéré quatre ans, parce qu'il avait refusé de renier Fouquet et qu'il avait rédigé un Discours au roi, par un de ses fidèles sujets sur le procès de M. de Fouquet, puis une Seconde défense de M. Fouquet.
Libéré en 1666, il devient historiographe de Louis XIV. Son abjuration en 1670 lui obtient de riches bénéfices ecclésiastiques, en particulier le poste très rémunérateur d'intendant de l'abbaye de Cluny. En 1677, il perd sa position d'historiographe, remplacé par Racine et Boileau.
Il apparaît dans les romans de son amie intime Madeleine de Scudéry sous les traits de Herminius et d’Acante. Il était également lié au cousin de Madame de Sévigné, Bussy-Rabutin, qui a dit de lui qu’il était « encore plus honnête homme que bel esprit. » Voltaire l’a décrit comme un « poète médiocre, à la vérité, mais homme très savant et très éloquent. »
Il était admirateur de l'esprit d'Anne de La Vigne.
A la fin de sa vie, il a des échanges épistolaires avec Leibniz par l'intermédiaire de Madame de Brignon, sur la réunion des églises et sur la conception dynamique de la matière que lui expose Leibniz, et qu'il approuve ; mais il échoue à la faire accepter par l'Académie,.

## Œuvres
- Histoire de l’Académie française depuis son établissement jusqu’en 1652 (1653). Réédition : Slatkine Reprints, Paris, 1989. Accessible sur Gallica Vol. 1 Vol. 2
- “Discours sur les Œuvres de M. Sarasin”, dans Les Œuvres de M. Sarasin, Paris, 1656, p. 1-72.
- Panégyrique du Roy Louis Quatorzième, prononcé dans l'Académie françoise. Paris : 1671 (lire en ligne).
- Réflexions sur les différends de la religion. Paris : 1686 Disponible sur Gallica
- De la tolerance des religions, lettres de M. de Leibniz et reponses de M. Pellisson. Paris : Jean Anisson, 1692 Disponible sur Archive.org
- Correspondance avec Leibniz, éditée par Foucher de Careil, Œuvre de Leibniz, t. 1, Paris, Didot, 1859 (lire en ligne).
- Le Siège de Dole en 1668 : relation écrite pour Louis XIV. Dole : Bluzet-Guinier, 1873 (lire en ligne).
- Œuvres diverses, 1624-1693, Disponible sur Archive.org Vol. 1 Vol. 2 Genève : Slatkine Reprints, 1971.
- Lettres historiques, 1624-1693. Genève : Slatkine Reprints, 1971.
- L'Esthétique galante : "Discours sur les Œuvres de Monsieur Sarasin" et autres textes de Paul Pellisson, réunis, présentés et annotés sous la direction d' Alain Viala par Emmanuelle Mortgat, Claudine Nedelec, avec la collaboration de Marina Jean. Toulouse, Société de littératures classiques, 1989.
- Madeleine de Scudéry, Paul Pellisson et leurs amis, Chroniques du samedi, suivies de pièces diverses, 1653-1654, édition établie et commentée par Alain Niderst, Delphine Denis et Myriam Maître, Paris, Honoré Champion, 2002.

Pellisson a écrit des vers qui furent mis en musique par divers compositeurs de son temps : Bertrand de Bacilly, Michel Lambert, Sébastien Le Camus, Jean-Baptiste Lully, Louis Mollier. Ils apparaissent dans les Recueils des plus beaux vers mis en chant compilés par Bacilly à partir de 1661. On en trouve également dans le Recueil de pieces galantes, en prose et en vers, de Madame la Comtesse de La Suze et de Monsieur Pélisson (Paris : Gabriel Quinet, 1664) Disponible sur Gallica.

## Représentations cinématographiques
- Dans la mini-série en cinq parties D'Artagnan amoureux (1977) de Yannick Andréi, le personnage de Pellisson est interprété par Jean Parédès.